# Léguillac-de-l'Auche
 Léguillac-de-l'Auche  (en occitano Lagulhac de l'Aucha) es una población y comuna francesa, situada en la región de Aquitania, departamento de Dordoña, en el distrito de Périgueux y cantón de Saint-Astier.

## Demografía
| 440 | 383 | 377 | 493 | 635 | 636 |
| Para los censos de 1962 a 1999 la población legal corresponde a la población sin duplicidades (Fuente: INSEE [Consultar]) |     |     |     |     |     |